# The Witches of Eastwick (film)
The Witches of Eastwick is een Amerikaanse komische fantasy-/horrorfilm uit 1987, geregisseerd door George Miller. De film is gebaseerd op het gelijknamige boek van John Updike dat drie jaar daarvoor was uitgekomen. 
De hoofdrollen worden vertolkt door Jack Nicholson, Cher, Susan Sarandon en Michelle Pfeiffer. De muziek werd gecomponeerd door John Williams, die hiervoor een Oscar-nominatie kreeg. De film won ook een BAFTA voor beste speciale effecten en een Saturn Award voor beste acteur (Jack Nicholson).

## Verhaal
In het kleine, pittoreske Amerikaanse dorpje Eastwick wonen drie jonge, alleenstaande vrouwen genaamd Alex, Jane en Sukie. Ze komen elke donderdagavond samen om de sleur van alledag wat te doorbreken. Tijdens een van die bijeenkomsten spelen ze in dronken toestand een soort spelletje: elk van hen moet de perfecte man beschrijven en bij het klinken van hun glas zouden ze als gevolg van bovennatuurlijke krachten een man oproepen die voldoet aan hun eisen.
Hoewel de drie vrouwen er zelf niet in geloven, blijkt hun magie echt te werken. De volgende dag verschijnt er in het dorp onverwacht een excentrieke, rijke vrijgezel uit New York genaamd Daryl Van Horne. Hij heeft besloten zich in Eastwick te vestigen. Deze man blijkt weliswaar niet volledig te voldoen aan de verwachtingen van Alex, Jane en Sukie, maar hij heeft hoe dan ook een onweerstaanbare aantrekkingskracht waar ze alle drie ontvankelijk voor blijken te zijn. 
De komst van Daryl en het feit dat hij met de drie vrouwen tegelijk een liefdesrelatie aanknoopt, zorgt voor de nodige opschudding in het dorpje. Er gebeuren steeds meer vreemde dingen naarmate Daryl langer in Eastwick is. Wanneer de drie vrouwen en Daryl met z'n vieren een partijtje tennis spelen, blijft de tennisbal op onverklaarbare wijze in de lucht zweven. Tijdens een romantisch avondje samen met Daryl blijken Alex, Jane en Sukie ineens te kunnen vliegen. De dorpszangeres Felicia beweert dat Daryl een incarnatie van de duivel is en dat Alex, Jane en Sukie de concubines zijn die zijn nageslacht zullen moeten baren. Felicia lijkt gelijk te krijgen. Zelf gaat ze zich steeds vreemder gedragen en begint vanuit het niets kersenpitten te braken (dit is een tovertruc van Daryl). Als het op een avond helemaal uit de hand loopt met Felicia, wordt ze vermoord door haar man Clyde.
Wanneer Daryl door de drie vrouwen wordt afgewezen, begint hij uit wraak steeds meer zijn donkere zijde te tonen. Alex, Jane en Sukie komen tot de conclusie dat ze Daryl terug moeten sturen naar waar hij in feite vandaan kwam: niet New York, maar de hel. Eerst halen ze met een voodoopop allerlei trucs uit die Daryl zelf eerder bij anderen toepaste. Daryl weet desondanks bij hun huis te komen. Na een achtervolging – waarbij Daryl zichzelf uiteindelijk in een reusachtig monster verandert – slagen Alex, Jane en Sukie erin om het poppetje te verbranden. Hiermee is het aardse bestaan van Daryl ten einde.
Enkele jaren later zijn Alex, Jane en Sukie volleerde heksen. Bovendien hebben ze alle drie een kindje van Daryl op de wereld gezet. Als de kinderen op een dag samen in bad zitten, verschijnt op het televisiescherm naast hen hun vader. De drie vrouwen komen binnen en ze sturen Daryl weer weg, door het toestel uit te zetten.

## Rolverdeling
| Acteur              | Personage         |
| ------------------- | ----------------- |
| Jack Nicholson      | Daryl Van Horne   |
| Cher                | Alexandra Medford |
| Susan Sarandon      | Jane Spofford     |
| Michelle Pfeiffer   | Sukie Ridgemont   |
| Veronica Cartwright | Felicia Alden     |
| Richard Jenkins     | Clyde Alden       |
| Carel Struycken     | Fidel             |

## Toespraak
Een bekende scène is de toespraak die Daryl houdt nadat hij door de toverkracht van de drie zussen de kerk in is geblazen, waar net een mis gehouden wordt. Daryl betoogt voor de volle zaal dat God een fout maakte toen hij de vrouw schiep.

## Filmlocaties
De film werd opgenomen op 3 locaties:
- Cohasset, Massachusetts
- Castle Hill in Ipswich, Massachusetts
- Scituate, Massachusetts